# 朱德赠映空和尚诗文碑
25°02′52″N 102°44′45″E / 25.04778°N 102.74583°E
朱德赠映空和尚诗文碑位于中国云南省昆明市盘龙区青云街道昙华社区昙华寺内，系1922年时任云南陆军宪兵司令、省会警察厅长的朱德赠诗文与当时的昙华寺住持映空和尚，映空和尚把诗文刻在石碑上，以志存念。诗文主要叙述了朱德忧国忧民、厌恶旧军界，向往新生活的革命抱负。原碑在文化大革命期间曾被破坏为两截。1983年，云南省人民政府公布为第二批省级文物保护单位。
石碑全文：

- 敬赠
- 映空大和尚 雅鉴
- 余素喜泉林，厌尘嚣。清末叶，内讧未息，外患频来。生当其时，若尽袖手旁观，必蹈越 南覆辙。不得已，奋身军界，共济时艰。初意扫除专制，恢复民权，即行告退。讵料国事日非，仔肩难卸，我马连绵，转瞬十余捻。庚申冬，颁师回滇，改膺宪兵司令，维持补救，百端待理，虽未获解甲归田，较之枪林弹雨，血战沙场时，劳逸吴育天渊。公余尝偕友游县华寺，见夫花木亭亭，四时不谢，足以娱情养性。询，皆映空大和尚手植，且募修庙宇，清幽古雅，实为煞费苦心。与之接谈，词严义正，一尘不染，诚法门所罕觏，爱为但言，以志钦慕：
- 映空和尚，天真烂漫。豁然其度，超然其逸。世事浮云，形骸放浪。栽花种竹，除邪涤荡。与野鸟为朋，结孤云为伴。砌石作床眠，抄经月下看。身之荣辱今茫茫，人之生死今淡淡。寒依日今暑依风，渴思饮今饥思饭。不管国家存亡，焉知人间聚散。无人无我有相无相，时局如斯令人想向。
- 中华民国 壬戌年 孟春月 西蜀 朱德敬赠